# 山形県立北村山高等学校
山形県立北村山高等学校（やまがたけんりつ きたむらやまこうとうがっこう Yamagata Prefectural North Murayama High School）とは、山形県尾花沢市尾花沢にある県立高等学校。

## 設置学科
- 総合学科
  - 文理総合系列
  - 体育総合系列
  - 生活総合系列

## 概要
山形県立尾花沢高等学校と山形県立大石田高等学校の合併により誕生した。そのため、尾花沢市と大石田町の市境付近に設置されている。最北地区(最上地方および北村山地方)では唯一の情報処理関連学科設置校であり、これが本校の最大の特徴である。

## 施設
- 校地面積　59,959m2
  - 校舎敷地　10,745m2
  - 体育館　2,943m2
  - 同窓会館（合宿所）　260m2
  - 屋外運動場　31,344m2
  - その他　14,667m2

校舎は4階建て

## 沿革
- 1987年（昭和62年） - 山形県立大石田高等学校と山形県立尾花沢高等学校が統合され、山形県内初めての統合高校「山形県立北村山高等学校」として開校。設置学科は、普通科と情報処理科。
- 1988年（昭和63年） - 同窓会館（合宿所）完成。
- 2003年（平成15年） - 山形県内で初めて校地内全面禁煙を実施。
- 2005年（平成17年） - 「情報処理科」が「情報ビジネス科」に名称変更。この年から地元の「まるだし尾花沢ふれあいまつり」に情報ビジネス科の1年生が参加を始める。また、第6回「環境やまがた大賞」受賞。
- 2006年（平成18年） - 金融教育指定校に指定される。また、文部科学省の命の大切さを学ばせる体験活動研究推進校、NIE実践校にも指定された。時事通信社から第22回教育奨励賞努力賞が贈られた。
- 2007年（平成19年） - 普通科と情報ビジネス科を統合し、総合学科に学科改編。「創立20周年記念誌」を発行。
- 2009年（平成21年） - 普通科と情報ビジネス科が閉科し、総合学科へ完全移行。

## 校歌・応援歌
- 北村山高等学校校歌

作詞　谷川俊太郎　
作曲　村川千秋
- 応援歌No.1「時空を越えて」

作詞　田宮孝　
作曲　村岡浩
- 応援歌No.2「朝日をあびて」

作詞　鈴木宗哉　
作曲　戸津智子

## 年中行事
4月
入学式
- 毎年160名の新1年生が入学することにはなっているが、入試倍率割れの場合この限りではない。 　

5月
避難訓練
6月
創立記念式典及び記念講演
7月
クラスマッチ
10月
学園祭
12月
修学旅行
- 2年生が対象。これまで、京都･奈良方面や、沖縄方面に訪れているが、2008年はシンガポール方面へ。

3月
卒業式

## 教育目標
- 探求の精神
- 規律ある行動
- 豊かな個性
- 健康な心身

## 生徒会機関
･執行部･HR委員会･週番委員会･学習センター委員会･保健委員会･放送委員会･選挙管理委員会･応援委員会･クラスマッチ実行委員会･合唱コンクール実行委員会･学園祭実行委員会・生徒会誌編集委員会

## 部活動
- 【運動部】13部

陸上競技、野球、ソフトボール、柔道、剣道、テニス、スキー、卓球、ハンドボール、サッカー、バレーボール、バスケットボール、バドミントン
- 【文化部】10部

吹奏楽、ワープロ、新聞、茶華道、書道、美術工芸、科学、演劇、パソコン、生活科学
- 【サークル】

KVC（北村山高校ボランティアサークル）

## 最寄り駅・アクセス
- JR山形新幹線・山形線大石田駅徒歩約20分
- 山交バス「北村山高校」停留所より徒歩約0分

## 出身者
- 高宮悠子 - タレント
- 太田渉子 - トリノパラリンピック銅メダリスト　バンクーバーパラリンピック銀メダリスト
- 藤勢流 - ハンドボール選手・豊田合成ブルーファルコン

## 歴代校長
| 初代   | 曽根伸良 | （昭和62年4月1日 - 昭和63年3月31日） |
| 第2代  | 鈴木宗哉 | （昭和63年4月1日 - 平成3年3月31日）  |
| 第3代  | 江目則男 | （平成3年4月1日 - 平成6年3月31日）   |
| 第4代  | 佐藤浩平 | （平成6年4月1日 - 平成8年3月31日）   |
| 第5代  | 杉沼吉郎 | （平成8年4月1日 - 平成10年3月31日）  |
| 第6代  | 山科博   | （平成10年4月1日 - 平成12年3月31日） |
| 第7代  | 錦啓     | （平成12年4月1日 - 平成14年3月31日） |
| 第8代  | 堀米幹夫 | （平成14年4月1日 - 平成18年3月31日） |
| 第9代  | 阿部和久 | （平成18年4月1日 - 平成20年3月31日） |
| 第10代 | 小原敏之 | （平成20年4月1日 - 現在）            |

## 参考資料
- 創立20周年記念誌
- 北村山高校生活のしおり
- 生徒会誌「透炎」